# Casalbordino
Casalbordino est une commune de la province de Chieti dans les Abruzzes en Italie.

## Administration
| Période                                  | Période  | Identité     | Étiquette     | Qualité |
| ---------------------------------------- | -------- | ------------ | ------------- | ------- |
| 28 mai 2002                              | En cours | Maria Celano | Centro-Destra |         |
| Les données manquantes sont à compléter. |          |              |               |         |

### Hameaux
Casalbordino Lido, Leoni, Miracoli.piana Sabelli, Verdugia, Vidorni

### Communes limitrophes
Atessa, Paglieta, Pollutri, Torino di Sangro, Vasto, Villalfonsina